# Heterixalus luteostriatus
Heterixalus luteostriatus – gatunek płaza bezogonowego z rodziny sitówkowatych (Hyperoliidae), występujący endemicznie na Madagaskarze. Dorasta do 3,0 cm długości i cechuje się zielonkawym ubarwieniem. Zasiedla lasy suche, obszary wylesione, a także pola ryżowe, na których w styczniu dochodzi do rozrodu.

## Wygląd
Samce dorastają do 2,5–2,8 cm, a samice do 2,6–3,0 cm długości. Ubarwienie zielonkawe, obecne dobrze zaznaczone żółtawe fałdy grzbietowo-boczne, które dochodzą do piszczela i są lepiej widoczne u samic. Z wyglądu H. luteostriatus przypomina spokrewnione gatunki Heterixalus betsileo, H. variabilis i H. andrakata, u których natomiast jaskrawe grzbietowo-boczne paski nie dochodzą do ud.

## Zasięg występowania i siedliska
Endemit Madagaskaru. Występuje głównie na zachodnim i północno-zachodnim Madagaskarze (m.in. dystrykt Ambanja, Park Narodowy Ankarafantsika). Osobniki H. luteostriatus widywane były również w południowej części wyspy – m.in. Ihosy). Zasiedla lasy suche, a także obszary wylesione i użytki rolne takie jak pola ryżowe. Występuje na wysokościach bezwzględnych 0–800 m n.p.m.

## Rozmnażanie i rozwój
Rozmnaża się w okresowych i stałych zbiornikach wodnych. Samce zaczynają nawoływać w styczniu, siedząc na roślinności znajdującej się 5–10 cm nad poziomem wody. Jaja składane są m.in. na polach ryżowych i bagnach, mają żółtawy kolor. Kijanki z wyglądu przypominają kijanki innych gatunków Heterixalus.